# 川角村
川角村（かわかどむら）は、埼玉県入間郡に存在した村。
越辺川が曲がる形が村名の由来といわれる。

## 地理
- 現在の毛呂山町の東部に位置し、北を越辺川、南の境を高麗川が流れ、両河川に挟まれた所に在る村であった。現在の埼玉県道39号川越坂戸毛呂山線、埼玉県道114号川越越生線が交わる所。
- 現在の毛呂山町川角、西戸（さいど）、市場、箕和田、西大久保、大類、苦林、下河原、旭台、目白台がほぼ旧村域にあたる。

### 隣接していた自治体
- 入間郡毛呂山町、越生町、大家村、入西村、比企郡今宿村（1953年当時）

## 歴史
- 1889年（明治22年）4月1日 - 町村制施行により、川角村、西戸村、市場村、箕和田村、西大久保村、大類村、苦林村、下河原村の8箇村が合併し、入間郡川角村が成立。
- 1934年（昭和9年）12月16日 - 越生鉄道（現：東武越生線）が開通し、川角駅が開業。
- 1951年（昭和26年） - 大字川角、市場、下河原と毛呂山町大字長瀬の各一部から大字旭台が起立、9大字となる。
- 1955年（昭和30年）4月1日 - 毛呂山町と合併し、新たに毛呂山町が成立。